# Saison 2005 des United Soccer Leagues
La saison 2005 est la 19e disputée par les United Soccer Leagues. Cet article traite principalement des deux premières divisions des United Soccer Leagues, représentant les deux niveaux de soccer masculin professionnel dont l'organisation est responsable.
| Portland Vancouver Montréal Rochester Atlanta Mariners Charleston Minnesota Seattle Toronto Richmond Harrisburg Cincinnati Wilmington Phantoms Charlotte Pioneers Long Island Pittsburgh Royals |

| USL-1 - Atlanta Silverbacks - Charleston Battery - Miami FC - Minnesota Thunder - Impact de Montréal - Portland Timbers - Puerto Rico Islanders - Richmond Kickers - Rochester Rhinos - Seattle Sounders - Toronto Lynx - Vancouver Whitecaps - Virginia Beach Mariners | USL-2 - Cincinnati Kings - Charlotte Eagles - Harrisburg City Islanders - Long Island Rough Riders - New Hampshire Phantoms - Northern Virginia Royals - Pittsburgh Riverhounds - Richmond Kickers - Western Mass Pioneers - Wilmington Hammerheads |

## Synthèse
- La A-League est rebaptisée USL First Division.
- La Pro Soccer League est rebaptisée USL Second Division.
- Les deux niveaux ne contiennent plus qu'une poule unique.
- En USL-1, les Syracuse Salty Dogs, le Milwaukee Wave United, les Edmonton Aviators et les Calgary Mustangs disparaissent après la saison 2004 de A-League.
- En USL-2, le Utah Blitzz disparait après la saison 2004 tandis que les Cincinnati Kings font leur entrée dans la ligue comme franchise d'expansion. Enfin, les Westchester Flames, les San Diego Gauchos et le California Gold passent de la seconde division à la PDL
- En PDL, huit équipes se retirent de la compétition tandis que quatre équipes rejoignent la ligue en tant qu'expansion en plus des Westchester Flames, des San Diego Gauchos et du California Gold, amenant à un ensemble de 54 équipes réparties dans huit divisions à travers quatre conférences. Chaque équipe joue un total de seize rencontres en saison régulière.

| Compétition            | Champion           | Finaliste             | Vainqueur saison régulière/Meilleure équipe de USL |
| ---------------------- | ------------------ | --------------------- | -------------------------------------------------- |
| USL-1                  | Seattle Sounders   | Richmond Kickers      | Impact de Montréal                                 |
| USL-2                  | Charlotte Eagles   | Western Mass Pioneers | Western Mass Pioneers                              |
| PDL                    | Des Moines Menace  | El Paso Patriots      | Orange County Blue Star                            |
| Lamar Hunt US Open Cup | Los Angeles Galaxy | FC Dallas             | Minnesota Thunder                                  |

## Première division
Navigation
Édition précédente Édition suivante
En 2005, la A-League devient la USL First Division et se consolide économiquement et sportivement en alignant douze équipes. Ainsi, Calgary et Edmonton qui ont connu une mauvaise saison sportive et économique en 2004 sont dissous. De plus, Milwaukee et Syracuse cessent leurs activités malgré une bonne saison sportive en 2004, tout ceci en raison de graves problèmes financiers.
Deux événements marquants sont à noter. Tout d'abord, la sélection américaine retient quelques joueurs de USL lors de son camp de janvier même si aucun de la ligue ne voit du temps de jeu. Également, en juillet, Sunderland, alors jeune promu en Premier League participe à une tournée estivale en Amérique du Nord, essuyant un revers de 3-0 contre les Vancouver Whitecaps, enregistrant une égalité vierge contre les Portland Timbers et s'imposant 1-0 contre les Seattle Sounders.
Les champions en titre de l'Impact de Montréal reviennent au terrain en 2005 avec un effectif peu changé, conservant notamment le gardien Greg Sutton et Mauro Biello. Plus au sud, les Rochester Raging Rhinos inaugurent leur nouveau stade en cours de saison.
Un des changements majeurs avec la A-League est l'instauration d'un groupe unique, recentrant les attentions sur un seul classement en vue des séries éliminatoires. Montréal termine aisément champion de la saison régulière tandis que Rochester, Vancouver et Seattle suivent au classement. Malgré leur quatrième place en saison régulière, les Seattle Sounders sont impressionnants en séries, éliminant leurs rivaux de Portland ainsi que l'Impact de Montréal, non sans difficulté, avant de l'emporter en finale de championnat contre les Richmond Kickers aux tirs au but.

### Clubs participants
| Équipe                  | Ville              | Stade                             | Fondation | Entraîneur      |
| ----------------------- | ------------------ | --------------------------------- | --------- | --------------- |
| Atlanta Silverbacks     | Atlanta, GA        | James R. Hallford Stadium         | 1998      | David Vaudreuil |
| Charleston Battery      | Charleston, SC     | Blackbaud Stadium                 | 1993      | Mike Anhaeuser  |
| Minnesota Thunder       | Blaine, MN         | James Griffin Stadium             | 1990      | Buzz Lagos      |
| Impact de Montréal      | Montréal, QC       | Complexe sportif Claude-Robillard | 1992      | Nick De Santis  |
| Richmond Kickers        | Richmond, VA       | City Stadium                      | 1993      | Leigh Cowlishaw |
| Portland Timbers        | Portland, OR       | PGE Park                          | 2001      | Bobby Howe      |
| Puerto Rico Islanders   | Bayamón, PR        | Juan Ramón Loubriel Stadium       | 2003      | Hugo Maradona   |
| Rochester Raging Rhinos | Rochester, NY      | Frontier Field                    | 1996      | Laurie Calloway |
| Seattle Sounders        | Seattle, WA        | Qwest Field                       | 1994      | Brian Schmetzer |
| Toronto Lynx            | Toronto, ON        | Centennial Park Stadium           | 1997      | Hubert Busby    |
| Vancouver Whitecaps     | Burnaby, BC        | Swangard Stadium                  | 1986      | Bob Lilley      |
| Virginia Beach Mariners | Virginia Beach, VA | Virginia Beach Sportsplex         | 1994      | Shawn McDonald  |

### Saison régulière

#### Classement
Cette saison, on retrouve une égalité de points au classement final et c'est donc le bilan des confrontations entre Portland et Richmond qui détermine le classement.
| 1  | Impact de Montréal      | 61 | 28 | 18 | 7  | 3  | 37 | 15 | +22 |  |             |
| 2  | Rochester Raging Rhinos | 51 | 28 | 15 | 6  | 7  | 45 | 27 | +18 |  |             |
| 3  | Vancouver Whitecaps     | 45 | 28 | 12 | 9  | 7  | 37 | 21 | +16 |  |             |
| 4  | Seattle Sounders        | 44 | 28 | 11 | 11 | 6  | 33 | 25 | +8  |  |             |
| 5  | Portland Timbers        | 39 | 28 | 10 | 9  | 9  | 40 | 42 | -2  |  | POR : 4 pts |
| 6  | Richmond Kickers        | 39 | 28 | 10 | 9  | 9  | 28 | 30 | -2  |  | RIC : 1 pt  |
| 7  | Puerto Rico Islanders   | 38 | 28 | 10 | 8  | 10 | 46 | 43 | +3  |  |             |
| 8  | Atlanta Silverbacks     | 33 | 28 | 10 | 3  | 15 | 40 | 52 | -12 |  |             |
| 9  | Charleston Battery      | 32 | 28 | 9  | 4  | 15 | 27 | 36 | -9  |  |             |
| 10 | Minnesota Thunder       | 31 | 28 | 7  | 10 | 11 | 37 | 42 | -5  |  |             |
| 11 | Virginia Beach Mariners | 28 | 28 | 7  | 7  | 14 | 26 | 39 | -13 |  |             |
| 12 | Toronto Lynx            | 17 | 28 | 3  | 8  | 17 | 26 | 50 | -24 |  |             |

- Commissioner's Cup et franchise qualifiée pour les séries éliminatoires
- Franchise qualifiée pour les demi-finales des séries éliminatoires
- Franchise qualifiée pour les séries éliminatoires

#### Résultats
| Résultats (▼dom., ►ext.)                                   | ATL | CHA | MIN | MTL | RIC | POR | PUE | ROC | SEA | TOR | VAN | VBM | ATL | CHA | MIN | MTL | RIC | POR | PUE | ROC | SEA | TOR | VAN | VBM |
| Atlanta Silverbacks                                        |     | 0-0 | 0-3 | 2-1 | 1-2 | 1-2 | 1-3 | 0-2 | 1-2 | 3-2 | 3-2 | 1-2 |     | 2-1 |     |     | 1-2 |     |     |     |     |     |     | 2-1 |
| Charleston Battery                                         | 1-2 |     | 1-3 | 0-1 | 2-1 | 1-0 | 2-1 | 1-2 | 2-1 | 3-1 | 2-0 | 1-1 | 2-1 |     |     |     | 1-1 |     |     |     |     |     |     | 0-0 |
| Minnesota Thunder                                          | 1-3 | 0-1 |     | 1-1 | 2-0 | 1-1 | 4-3 | 1-3 | 1-3 | 1-2 | 1-0 | 3-1 |     |     |     |     |     | 1-1 |     |     | 2-2 |     | 0-0 |     |
| Impact de Montréal                                         | 2-0 | 4-2 | 1-0 |     | 2-0 | 0-1 | 2-1 | 0-0 | 3-1 | 0-0 | 1-0 | 1-0 |     |     |     |     |     |     | 1-1 | 2-0 |     | 2-1 |     |     |
| Richmond Kickers                                           | 3-1 | 2-0 | 3-1 | 0-0 |     | 1-1 | 1-0 | 0-0 | 0-2 | 2-1 | 0-2 | 2-1 | 1-1 | 0-1 |     |     |     |     |     |     |     |     |     | 3-1 |
| Portland Timbers                                           | 6-1 | 1-0 | 2-2 | 0-1 | 3-0 |     | 2-1 | 0-5 | 1-0 | 3-0 | 1-1 | 2-2 |     |     | 3-3 |     |     |     |     |     | 1-1 |     | 1-1 |     |
| Puerto Rico Islanders                                      | 2-4 | 2-1 | 1-1 | 1-1 | 3-1 | 2-0 |     | 1-0 | 2-0 | 2-0 | 1-2 | 3-1 |     |     |     | 0-3 |     |     |     | 2-1 |     | 4-1 |     |     |
| Rochester Raging Rhinos                                    | 3-2 | 1-0 | 1-0 | 1-2 | 0-0 | 3-1 | 3-1 |     | 1-1 | 1-0 | 1-0 | 3-1 |     |     |     | 2-2 |     |     | 2-2 |     |     | 3-1 |     |     |
| Seattle Sounders                                           | 0-0 | 1-0 | 1-0 | 1-0 | 1-1 | 1-2 | 2-2 | 1-0 |     | 3-0 | 0-0 | 1-0 |     |     | 0-0 |     |     | 4-2 |     |     |     |     | 1-1 |     |
| Toronto Lynx                                               | 2-1 | 2-2 | 1-2 | 0-1 | 0-0 | 0-1 | 4-4 | 3-5 | 2-1 |     | 0-1 | 1-1 |     |     |     | 0-1 |     |     | 1-1 | 0-1 |     |     |     |     |
| Vancouver Whitecaps                                        | 4-1 | 4-0 | 2-1 | 0-1 | 1-1 | 3-2 | 2-0 | 1-0 | 0-0 | 0-0 |     | 3-1 |     |     | 3-0 |     |     | 4-0 |     |     | 0-0 |     |     |     |
| Virginia Beach Mariners                                    | 0-2 | 1-0 | 2-2 | 0-1 | 1-0 | 2-0 | 0-0 | 2-1 | 1-2 | 1-1 | 2-0 |     | 0-3 | 1-0 |     |     | 0-1 |     |     |     |     |     |     |     |
| - Victoire à domicile - Match nul - Victoire à l'extérieur |     |     |     |     |     |     |     |     |     |     |     |     |     |     |     |     |     |     |     |     |     |     |     |     |

### Séries éliminatoires

#### Tableau
|  | Quarts de finale              | Quarts de finale              | Quarts de finale     | Quarts de finale     |                               |                               | Demi-finales | Demi-finales | Demi-finales | Demi-finales |  |  | Finale | Finale | Finale | Finale |
|  |                               |                               |                      |                      |                               |                               |              |              |              |              |  |  |        |        |        |        |
|  |                               |                               |                      |                      |                               |                               |              |              |              |              |  |  |        |        |        |        |
|  |                               |                               |                      |                      |                               |                               |              |              |              |              |  |  |        |        |        |        |
|  |                               |                               |                      |                      |                               |                               |              |              |              |              |  |  |        |        |        |        |
|  |                               |                               |                      |                      |                               |                               |              |              |              |              |  |  |        |        |        |        |
|  |                               |                               |                      |                      |                               |                               |              |              |              |              |  |  |        |        |        |        |
|  | (1) Impact de Montréal        | (1) Impact de Montréal        | 2                    | 1                    |                               |                               |              |              |              |              |  |  |        |        |        |        |
|  | (1) Impact de Montréal        | (1) Impact de Montréal        | 2                    | 1                    |                               |                               |              |              |              |              |  |  |        |        |        |        |
|  |                               |                               | (4) Seattle Sounders | (4) Seattle Sounders | 2                             | 2                             |              |              |              |              |  |  |        |        |        |        |
|  | (4) Seattle Sounders          | (4) Seattle Sounders          | (4) Seattle Sounders | (4) Seattle Sounders | 2                             | 2                             | 1            | 2            |              |              |  |  |        |        |        |        |
|  | (4) Seattle Sounders          | (4) Seattle Sounders          |                      |                      |                               |                               |              | 2            |              |              |  |  |        |        |        |        |
|  | (5) Portland Timbers          | (5) Portland Timbers          | 0                    | 0                    |                               |                               |              |              |              |              |  |  |        |        |        |        |
|  | (5) Portland Timbers          | (5) Portland Timbers          | 0                    | 0                    | (4) Seattle Sounders t. a. b. | (4) Seattle Sounders t. a. b. | 1 (4)        | 1 (4)        |              |              |  |  |        |        |        |        |
|  |                               |                               |                      |                      | (4) Seattle Sounders t. a. b. | (4) Seattle Sounders t. a. b. | 1 (4)        | 1 (4)        |              |              |  |  |        |        |        |        |
|  |                               |                               | (6) Richmond Kickers | (6) Richmond Kickers | 1 (3)                         | 1 (3)                         |              |              |              |              |  |  |        |        |        |        |
|  |                               |                               |                      |                      | 1 (3)                         | 1 (3)                         |              |              |              |              |  |  |        |        |        |        |
|  |                               |                               |                      |                      |                               |                               |              |              |              |              |  |  |        |        |        |        |
|  |                               |                               |                      |                      |                               |                               |              |              |              |              |  |  |        |        |        |        |
|  | (2) Rochester Raging Rhinos   | (2) Rochester Raging Rhinos   | 1                    | 1                    |                               |                               |              |              |              |              |  |  |        |        |        |        |
|  | (2) Rochester Raging Rhinos   | (2) Rochester Raging Rhinos   | 1                    | 1                    |                               |                               |              |              |              |              |  |  |        |        |        |        |
|  |                               |                               | (6) Richmond Kickers | (6) Richmond Kickers | 3                             | 1                             |              |              |              |              |  |  |        |        |        |        |
|  | (3) Vancouver Whitecaps       | (3) Vancouver Whitecaps       | (6) Richmond Kickers | (6) Richmond Kickers | 3                             | 1                             | 0            | 0 (4)        |              |              |  |  |        |        |        |        |
|  | (3) Vancouver Whitecaps       | (3) Vancouver Whitecaps       |                      |                      |                               |                               |              | 0 (4)        |              |              |  |  |        |        |        |        |
|  | (6) Richmond Kickers t. a. b. | (6) Richmond Kickers t. a. b. | 0                    | 0 (5)                |                               |                               |              |              |              |              |  |  |        |        |        |        |
|  | (6) Richmond Kickers t. a. b. | (6) Richmond Kickers t. a. b. | 0                    | 0 (5)                |                               |                               |              |              |              |              |  |  |        |        |        |        |
|  |                               |                               |                      |                      |                               |                               |              |              |              |              |  |  |        |        |        |        |

#### Résultats

##### Quarts de finale
Aller
| 16 septembre 2005 | Richmond Kickers | 0 - 0 | Vancouver Whitecaps |                                                                               |                                                                               |
| 19:00 UTC-5       |                  |       |                     | City Stadium, Richmond, Virginie Spectateurs : 2 476 Arbitrage : Joe Cardecio | City Stadium, Richmond, Virginie Spectateurs : 2 476 Arbitrage : Joe Cardecio |

| 16 septembre 2005 | Portland Timbers | 0 – 1 | Seattle Sounders |                                                                        |                                                                        |
| 19:00 UTC-7       |                  |       | 2e Levesque      | PGE Park, Portland, Oregon Spectateurs : 5 667 Arbitrage : Yader Reyes | PGE Park, Portland, Oregon Spectateurs : 5 667 Arbitrage : Yader Reyes |

Retour
| 18 septembre 2005 | Seattle Sounders | 2 - 0 | Portland Timbers |                                                                                     |                                                                                     |
| 19:00 UTC-7       | Levesque 5e 54e  |       |                  | Starfire Complex, Tukwila, Washington Spectateurs : 2 543 Arbitrage : Fotis Bazakos | Starfire Complex, Tukwila, Washington Spectateurs : 2 543 Arbitrage : Fotis Bazakos |

| 18 septembre 2005 | Vancouver Whitecaps                         | 0 - 0 4 - 5 t. a. b. | Richmond Kickers                                 |                                                                                                  |                                                                                                  |
| 19:00 UTC-7       |                                             |                      |                                                  | Swangard Stadium, Vancouver, Colombie-Britannique Spectateurs : 5 332 Arbitrage : Steve de Piero | Swangard Stadium, Vancouver, Colombie-Britannique Spectateurs : 5 332 Arbitrage : Steve de Piero |
| 19:00 UTC-7       | Corazzin · Franks · Nash · Kindel · Dasovic | Tirs au but 4 - 5    | Ssjjemba · Delicate · Görres · Worthen · Jeffrey | Swangard Stadium, Vancouver, Colombie-Britannique Spectateurs : 5 332 Arbitrage : Steve de Piero | Swangard Stadium, Vancouver, Colombie-Britannique Spectateurs : 5 332 Arbitrage : Steve de Piero |

##### Demi-finales
Aller
| 23 septembre 2005 | Richmond Kickers                        | 3 - 1 | Rochester Raging Rhinos |                                  |                                  |
| 19:00 UTC-5       | Cephas 13e · Delicate 55e · Worthen 65e |       | 15e (csc) Pascale       | City Stadium, Richmond, Virginie | City Stadium, Richmond, Virginie |
| 19:00 UTC-5       | Rapport                                 |       |                         | City Stadium, Richmond, Virginie | City Stadium, Richmond, Virginie |

| 23 septembre 2005 | Seattle Sounders        | 2 - 2 | Impact de Montréal |                                                                                       |                                                                                       |
| 19:00 UTC-8       | Sturm 10e · O'Brien 22e |       | 86e 88e Gbeke      | Starfire Complex, Tukwila, Washington Spectateurs : 2 698 Arbitrage : Ramon Hernandez | Starfire Complex, Tukwila, Washington Spectateurs : 2 698 Arbitrage : Ramon Hernandez |
| 19:00 UTC-8       | Rapport                 |       |                    | Starfire Complex, Tukwila, Washington Spectateurs : 2 698 Arbitrage : Ramon Hernandez | Starfire Complex, Tukwila, Washington Spectateurs : 2 698 Arbitrage : Ramon Hernandez |

Retour
| 25 septembre 2005 | Impact de Montréal | 1 - 2 | Seattle Sounders             | | |
| 16:00 UTC-5       | Gbeke 72e          |       | 59e Whitfield · 90e Levesque | Complexe sportif Claude-Robillard, Montréal, Québec Spectateurs : 10 124 Arbitrage : Silviu Petrescu | Complexe sportif Claude-Robillard, Montréal, Québec Spectateurs : 10 124 Arbitrage : Silviu Petrescu |
| 16:00 UTC-5       | Rapport            |       |                              | Complexe sportif Claude-Robillard, Montréal, Québec Spectateurs : 10 124 Arbitrage : Silviu Petrescu | Complexe sportif Claude-Robillard, Montréal, Québec Spectateurs : 10 124 Arbitrage : Silviu Petrescu |

| 25 septembre 2005 | Rochester Raging Rhinos | 1 - 1 | Richmond Kickers |                                                         |                                                         |
| 19:00 UTC-5       | Miller 90e (pen.)       |       | 51e Delicate     | Frontier Field, Rochester, New York Spectateurs : 6 195 | Frontier Field, Rochester, New York Spectateurs : 6 195 |
| 19:00 UTC-5       | Rapport                 |       |                  | Frontier Field, Rochester, New York Spectateurs : 6 195 | Frontier Field, Rochester, New York Spectateurs : 6 195 |

##### Finale
| 1er octobre 2005 | Seattle Sounders                                                 | 1 - 1             | Richmond Kickers                                                     | Qwest Field, Seattle, Washington |                     |
| 20:00 UTC-7      | Galindo 73e                                                      |                   | 24e Görres                                                           | Spectateurs : 8 011              | Spectateurs : 8 011 |
| 20:00 UTC-7      | Gregor · O'Brien · Levesque · Somoza · Graham · Sakuda · Jenkins | Tirs au but 4 - 3 | Delicate · Ssejjemba · Görres · Williams · Jeffrey · Pauls · Pascale | Spectateurs : 8 011              | Spectateurs : 8 011 |

| Vainqueur de la USL First Division 2005 Seattle Sounders |

### Récompenses et distinctions
En fin de saison, des distinctions individuelles sont remises à certains joueurs et une équipe-type de la ligue est composée.

#### Récompenses individuelles
- Most Valuable Player (MVP) : Jason Jordan (Vancouver Whitecaps)
- Meilleur buteur : Jason Jordan (Vancouver Whitecaps)
- Meilleur défenseur : Taylor Graham (Seattle Sounders)
- Gardien de l'année : Greg Sutton (Impact de Montréal)
- Recrue de l'année : Dan Kennedy (Puerto Rico Islanders)
- Entraîneur de l'année : Nick De Santis (Impact de Montréal)

#### Équipe-type
- Gardien : Greg Sutton (MTL)
- Défenseurs : Gabriel Gervais (MTL), Taylor Graham (SEA), Scot Thompson (POR)
- Milieux de terrain : Steve Klein (VAN), Mauro Biello (MTL), Hugo Alcaraz-Cuellar (POR), Kirk Wilson (ROC)
- Attaquants : Jason Jordan (VAN), Fabian Dawkins (ATL), Mauricio Salles (PUR)

## Seconde division
Navigation
Édition précédente Édition suivante
Dans le cadre de la restructuration des United Soccer Leagues, la Pro Soccer League devient la USL Second Division en 2005. Une des conséquences de cette vaste opération est le retrait de trois équipes qui quittent la ligue pour rejoindre la Premier Development League ainsi que l'ajout des Cincinnati Kings.
La ligue se retrouve donc à neuf équipes regroupées en une poule unique. Si les Charlotte Eagles débutent bien cette saison 2005, ce sont finalement les Western Mass Pioneers qui remportent le titre de champion de la saison régulière. Avec une série d'invincibilité de quinze rencontres, les Harrisburg City Islanders s'emparent de la seconde position.
Avec aussi peu d'écart au classement entre les équipes qualifiées pour les séries éliminatoires, le sort du championnat est indécis. Lors de la phase aller des demi-finales, les équipes hôtes s'imposent avant de s'incliner au retour et manquer l'opportunité d'accéder à la finale qui voit donc la confrontation des Western Mass Pioneers et des Charlotte Eagles. La finale est serrée avec une ouverture du score très précoce mais c'est lors de l'ultime série de tirs au but que les deux équipes sont départagées, les Eagles soulevant leur second titre en cinq participations.

### Clubs participants
| Équipe                    | Ville                | Stade                           | Fondation | Entraîneur        |
| ------------------------- | -------------------- | ------------------------------- | --------- | ----------------- |
| Cincinnati Kings          | Cincinnati, OH       | Corcoran Field                  | 2005      | Jon Pickup        |
| Charlotte Eagles          | Charlotte, NC        | Waddell Stadium                 | 1991      | Mark Steffens     |
| Harrisburg City Islanders | Harrisburg, PA       | Skyline Sports Complex          | 2003      | Bill Becher       |
| Long Island Rough Riders  | South Huntington, NY | Mitchel Athletic Complex        | 1994      | Flávio Ferri      |
| New Hampshire Phantoms    | Portsmouth, NH       | SNHU Stadium                    | 1996      | Suleyman Doenmez  |
| Northern Virginia Royals  | Woodbridge, VA       | Forest Park High School Stadium | 1998      | Silvino Gonzalo   |
| Pittsburgh Riverhounds    | Pittsburgh, PA       | Falconi Field                   | 1998      | Ricardo Iribarren |
| Western Mass Pioneers     | Ludlow, MA           | Lusitano Stadium                | 1998      | Leszek Wrona      |
| Wilmington Hammerheads    | Wilmington, NC       | Legion Stadium                  | 1996      | David Irving      |

### Saison régulière

#### Classement
| Rang | Équipe                    | Pts | J  | G  | N | P  | Bp | Bc | Diff |
| ---- | ------------------------- | --- | -- | -- | - | -- | -- | -- | ---- |
| 1    | Western Mass Pioneers     | 43  | 20 | 13 | 4 | 3  | 41 | 22 | +19  |
| 2    | Charlotte Eagles          | 41  | 20 | 13 | 2 | 5  | 44 | 20 | +24  |
| 3    | Harrisburg City Islanders | 41  | 20 | 12 | 5 | 3  | 43 | 24 | +19  |
| 4    | Wilmington Hammerheads    | 38  | 20 | 12 | 2 | 6  | 45 | 23 | +22  |
| 5    | Cincinnati Kings          | 26  | 20 | 7  | 5 | 8  | 28 | 23 | +5   |
| 6    | Long Island Rough Riders  | 21  | 20 | 7  | 0 | 13 | 29 | 42 | -13  |
| 7    | Pittsburgh Riverhounds    | 21  | 20 | 6  | 3 | 11 | 32 | 25 | +7   |
| 8    | New Hampshire Phantoms    | 21  | 20 | 6  | 3 | 11 | 29 | 38 | -9   |
| 9    | Northern Virginia Royals  | 6   | 20 | 2  | 0 | 18 | 16 | 90 | -74  |

- Champion de la saison régulière et franchise qualifiée pour les séries éliminatoires
- Franchise qualifiée pour les séries éliminatoires

#### Résultats
| Résultats (▼dom., ►ext.)                                   | CHA | CIN | HAR | LI  | NH  | ROY | PIT | WMA | WIL | CHA | CIN | HAR | LI  | NH  | ROY | PIT | WMA | WIL |
| Charlotte Eagles                                           |     | 0-1 | 5-0 | 2-1 | 1-2 | 7-0 | 2-1 | 0-0 | 1-0 |     |     | 4-1 |     |     | 3-0 |     |     | 3-2 |
| Cincinnati Kings                                           | 2-2 |     | 0-0 | 2-0 | 3-1 | 4-1 | 2-1 | 1-1 | 0-1 |     |     | 2-2 |     |     |     | 0-2 |     |     |
| Harrisburg City Islanders                                  | 1-3 | 2-1 |     | 5-2 | 2-2 | 3-0 | 1-0 | 3-2 | 2-0 | 1-0 | 1-0 |     |     |     |     | 2-0 |     |     |
| Long Island Rough Riders                                   | 0-3 | 2-1 | 1-4 |     | 2-1 | 4-1 | 1-4 | 1-2 | 2-1 |     |     |     |     | 5-2 |     |     | 1-4 |     |
| New Hampshire Phantoms                                     | 1-2 | 2-0 | 1-1 | 2-0 |     | 6-0 | 1-1 | 1-3 | 1-0 |     |     |     | 2-1 |     |     |     | 1-2 |     |
| Northern Virginia Royals                                   | 1-3 | 0-5 | 0-7 | 1-4 | 3-1 |     | 0-5 | 3-5 | 4-3 | 1-5 |     |     |     |     |     |     |     | 1-6 |
| Pittsburgh Riverhounds                                     | 0-2 | 0-1 | 0-1 | 0-1 | 3-1 | 7-0 |     | 1-2 | 2-3 |     | 3-2 | 1-1 |     |     |     |     |     |     |
| Western Mass Pioneers                                      | 2-0 | 0-0 | 2-4 | 1-0 | 3-1 | 4-0 | 1-0 |     | 3-1 | 2-2 |     |     | 2-0 | 2-0 |     |     |     | 2-2 |
| Wilmington Hammerheads                                     | 2-0 | 2-1 | 2-1 | 2-1 | 4-0 | 3-0 | 1-1 | 3-1 |     | 3-0 |     |     |     |     | 5-0 |     | 1-0 |     |
| - Victoire à domicile - Match nul - Victoire à l'extérieur |     |     |     |     |     |     |     |     |     |     |     |     |     |     |     |     |     |     |

### Séries éliminatoires

#### Tableau
|  | Demi-finales                  | Demi-finales                  | Demi-finales                  | Demi-finales                  |                           |                           | Finale | Finale | Finale | Finale |
|  |                               |                               |                               |                               |                           |                           |        |        |        |        |
|  |                               |                               |                               |                               |                           |                           |        |        |        |        |
|  | (1) Western Mass Pioneers     | (1) Western Mass Pioneers     | 0                             | 3                             |                           |                           |        |        |        |        |
|  | (1) Western Mass Pioneers     | (1) Western Mass Pioneers     | 0                             | 3                             |                           |                           |        |        |        |        |
|  | (4) Wilmington Hammerheads    | (4) Wilmington Hammerheads    | 1                             | 1                             |                           |                           |        |        |        |        |
|  | (4) Wilmington Hammerheads    | (4) Wilmington Hammerheads    | 1                             | 1                             | (1) Western Mass Pioneers | (1) Western Mass Pioneers | 2 (4)  | 2 (4)  |        |        |
|  |                               |                               |                               |                               | (1) Western Mass Pioneers | (1) Western Mass Pioneers | 2 (4)  | 2 (4)  |        |        |
|  |                               |                               | (2) Charlotte Eagles t. a. b. | (2) Charlotte Eagles t. a. b. | 2 (5)                     | 2 (5)                     |        |        |        |        |
|  | (2) Charlotte Eagles a. p.    | (2) Charlotte Eagles a. p.    | (2) Charlotte Eagles t. a. b. | (2) Charlotte Eagles t. a. b. | 2 (5)                     | 2 (5)                     | 0      | 4      |        |        |
|  | (2) Charlotte Eagles a. p.    | (2) Charlotte Eagles a. p.    |                               |                               |                           |                           |        | 4      |        |        |
|  | (3) Harrisburg City Islanders | (3) Harrisburg City Islanders | 1                             | 1                             |                           |                           |        |        |        |        |
|  | (3) Harrisburg City Islanders | (3) Harrisburg City Islanders | 1                             | 1                             |                           |                           |        |        |        |        |

#### Résultats

##### Demi-finales
Aller
| 17 août 2005 | Wilmington Hammerheads | 1 – 0 | Western Mass Pioneers |                                                                  |                                                                  |
| 19:30 UTC-5  | Bagley 57e             |       |                       | Legion Stadium, Wilmington, Caroline du Nord Spectateurs : 1 237 | Legion Stadium, Wilmington, Caroline du Nord Spectateurs : 1 237 |
| 19:30 UTC-5  | Rapport                |       |                       | Legion Stadium, Wilmington, Caroline du Nord Spectateurs : 1 237 | Legion Stadium, Wilmington, Caroline du Nord Spectateurs : 1 237 |

| 18 août 2005 | Harrisburg City Islanders | 1 – 0 | Charlotte Eagles |                                                                      |                                                                      |
| 19:05 UTC-5  | Potteiger 83e             |       |                  | Skyline Sports Complex, Harrisburg, Pennsylvanie Spectateurs : 1 468 | Skyline Sports Complex, Harrisburg, Pennsylvanie Spectateurs : 1 468 |
| 19:05 UTC-5  | Rapport                   |       |                  | Skyline Sports Complex, Harrisburg, Pennsylvanie Spectateurs : 1 468 | Skyline Sports Complex, Harrisburg, Pennsylvanie Spectateurs : 1 468 |

Retour
| 20 août 2005 | Western Mass Pioneers       | 3 - 1 | Wilmington Hammerheads |                                         |                                         |
| 19:30 UTC-5  | Maciel 18e 72e · Krause 75e |       | 53e Bagley             | Lusitano Stadium, Ludlow, Massachusetts | Lusitano Stadium, Ludlow, Massachusetts |
| 19:30 UTC-5  | Rapport                     |       |                        | Lusitano Stadium, Ludlow, Massachusetts | Lusitano Stadium, Ludlow, Massachusetts |

| 20 août 2005 | Charlotte Eagles                                | 4 - 1 | Harrisburg City Islanders |                                                                  |                                                                  |
| 19:30 UTC-5  | Coggins 3e 102e · Johnson 64e · Guastaferro 96e |       | 25e Severs                | Waddell Stadium, Charlotte, Caroline du Nord Spectateurs : 1 172 | Waddell Stadium, Charlotte, Caroline du Nord Spectateurs : 1 172 |
| 19:30 UTC-5  | Rapport                                         |       |                           | Waddell Stadium, Charlotte, Caroline du Nord Spectateurs : 1 172 | Waddell Stadium, Charlotte, Caroline du Nord Spectateurs : 1 172 |

##### Finale
| 27 août 2005 | Western Mass Pioneers                                    | 2 – 2             | Charlotte Eagles                                              | Lusitano Stadium, Ludlow, Massachusetts |                     |
| 19:30 UTC-4  | McFarlane 43e · Fernandes 46e                            |                   | 1re Coggins · 90+2e Meek                                      | Spectateurs : 4 722                     | Spectateurs : 4 722 |
| 19:30 UTC-4  | Rapport                                                  |                   |                                                               | Spectateurs : 4 722                     | Spectateurs : 4 722 |
| 19:30 UTC-4  | Fletcher · Maciel · Fernandes · Deren · Augustine · Moyo | Tirs au but 4 - 5 | Swinehart · Coggins · Guastaferro · DiNunzio · Watkins · Meek | Spectateurs : 4 722                     | Spectateurs : 4 722 |

| Vainqueur de la USL Second Division 2005 Charlotte Eagles |

### Récompenses et distinctions
En fin de saison, des distinctions individuelles sont remises à certains joueurs.

#### Récompenses individuelles
- Most Valuable Player (MVP) : Jacob Coggins (Charlotte Eagles)
- Meilleur buteur : Jacob Coggins (Charlotte Eagles)
- Défenseur de l'année : Josh Rife (Charlotte Eagles)
- Recrue de l'année : Chad Severs (Harrisburg City Islanders)
- Entraîneur de l'année : Bill Becher (Harrisburg City Islanders)